# حبائل العنكبوت (فلم)
حبائل العنكبوت هو فيلمٌ مغربيٌ أُنتج عام 2016م. مأخوذ عن قصة واقعية. ومع ذلك فإن أحداثه تتشابه مع أحداث الفيلم الأمريكي ثقة المنتج عام 2010.

## قصة الفيلم
نادية، طالبة في كلية الطب، تتعرف عن طريق الإنترنت عن رجل يدعى حمزة. يتضح أنه رجلٌ منحرفٌ ومحتالٌ.